# Station Gronowo Elbląskie
Station Gronowo Elbląskie is een spoorwegstation in de Poolse plaats Gronowo Elbląskie.